# Prosinec 2016

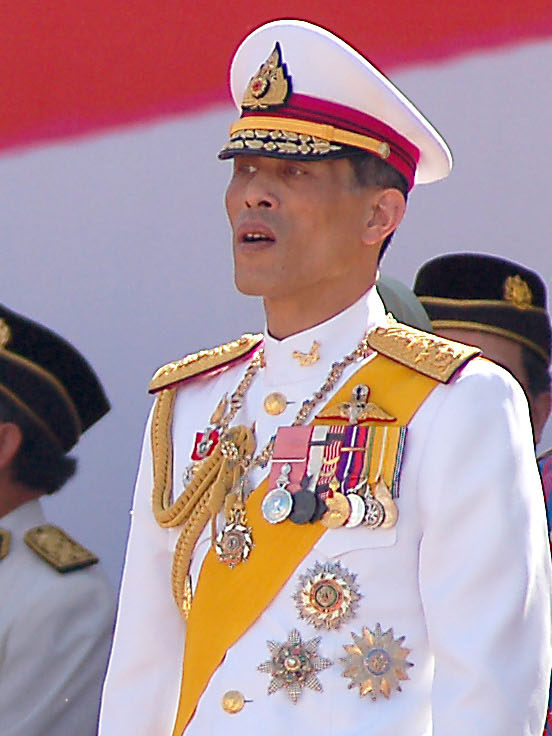
Mahá Vatčirálongkón

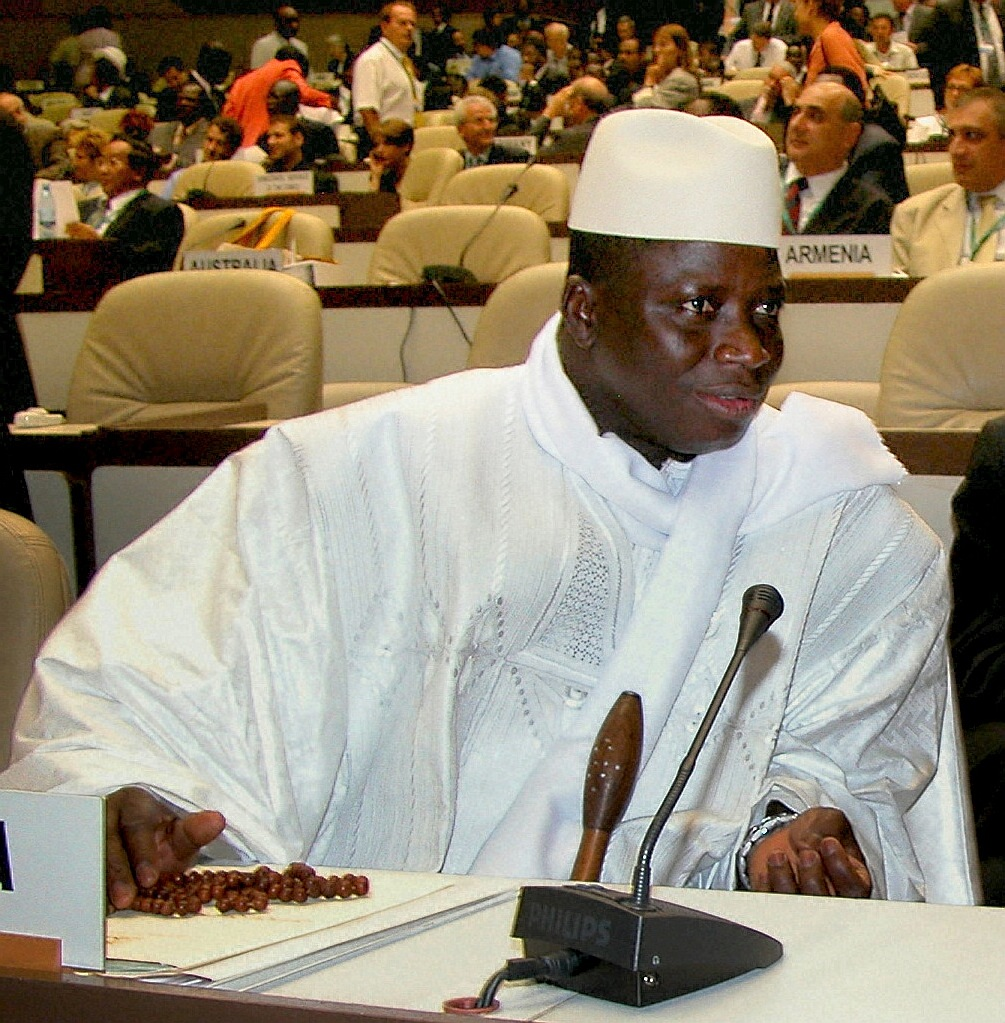
Yahya Jammeh

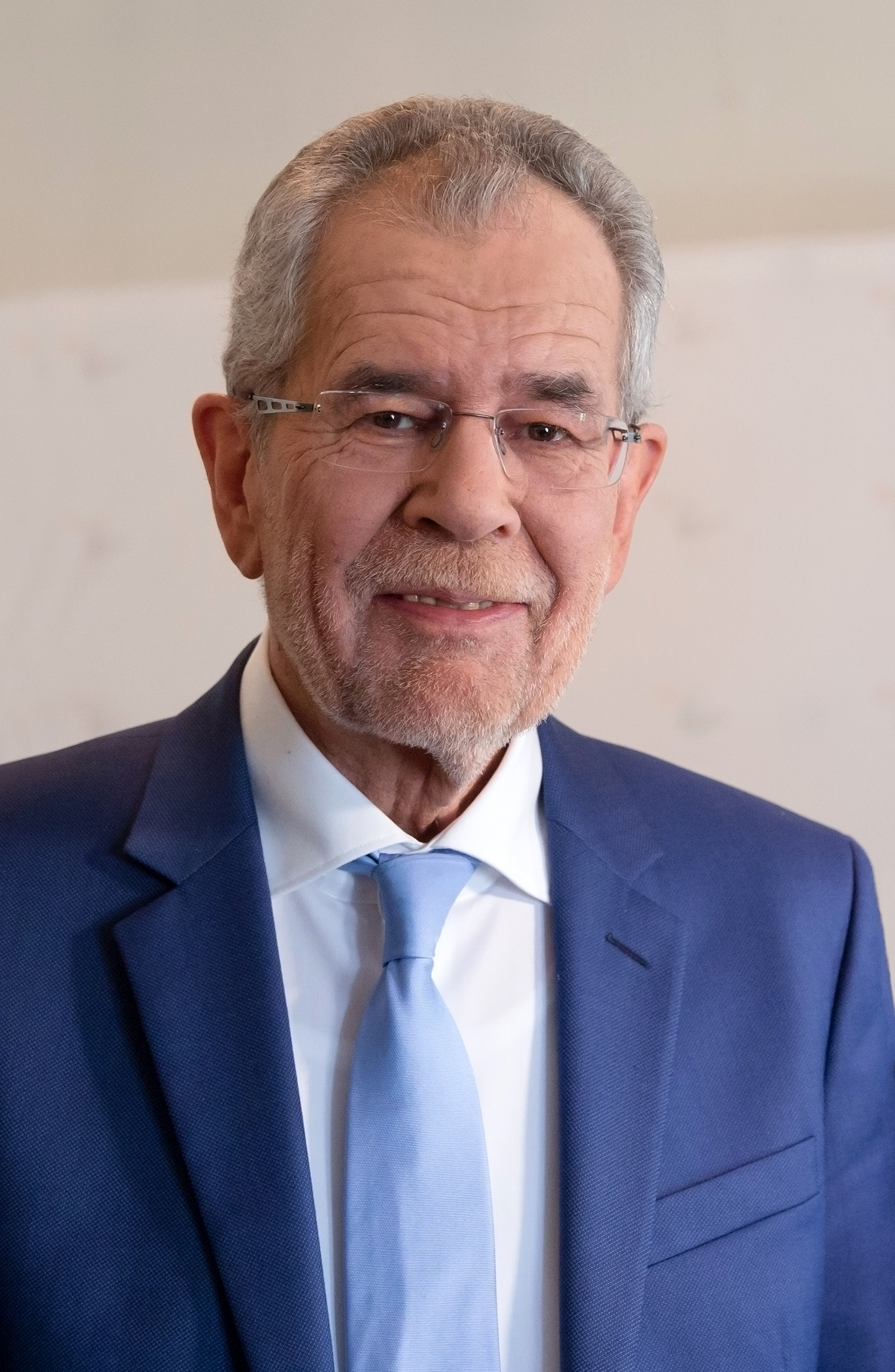
Alexander Van der Bellen

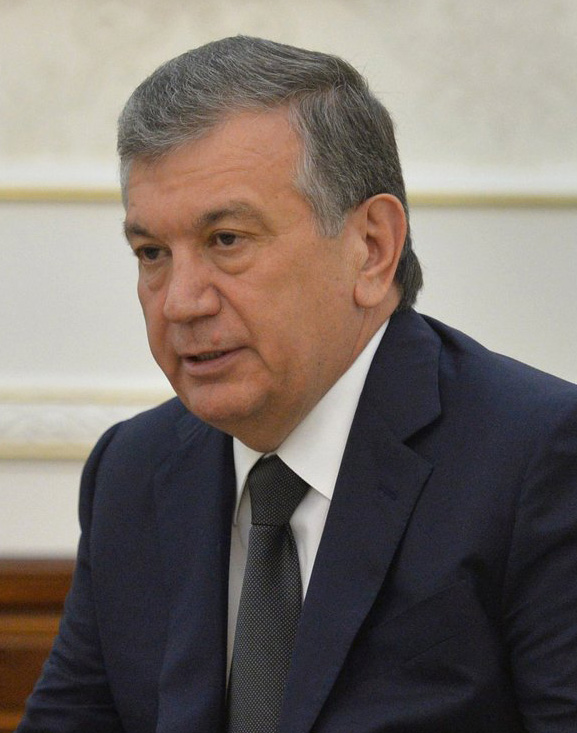
Šavkat Mirzijojev

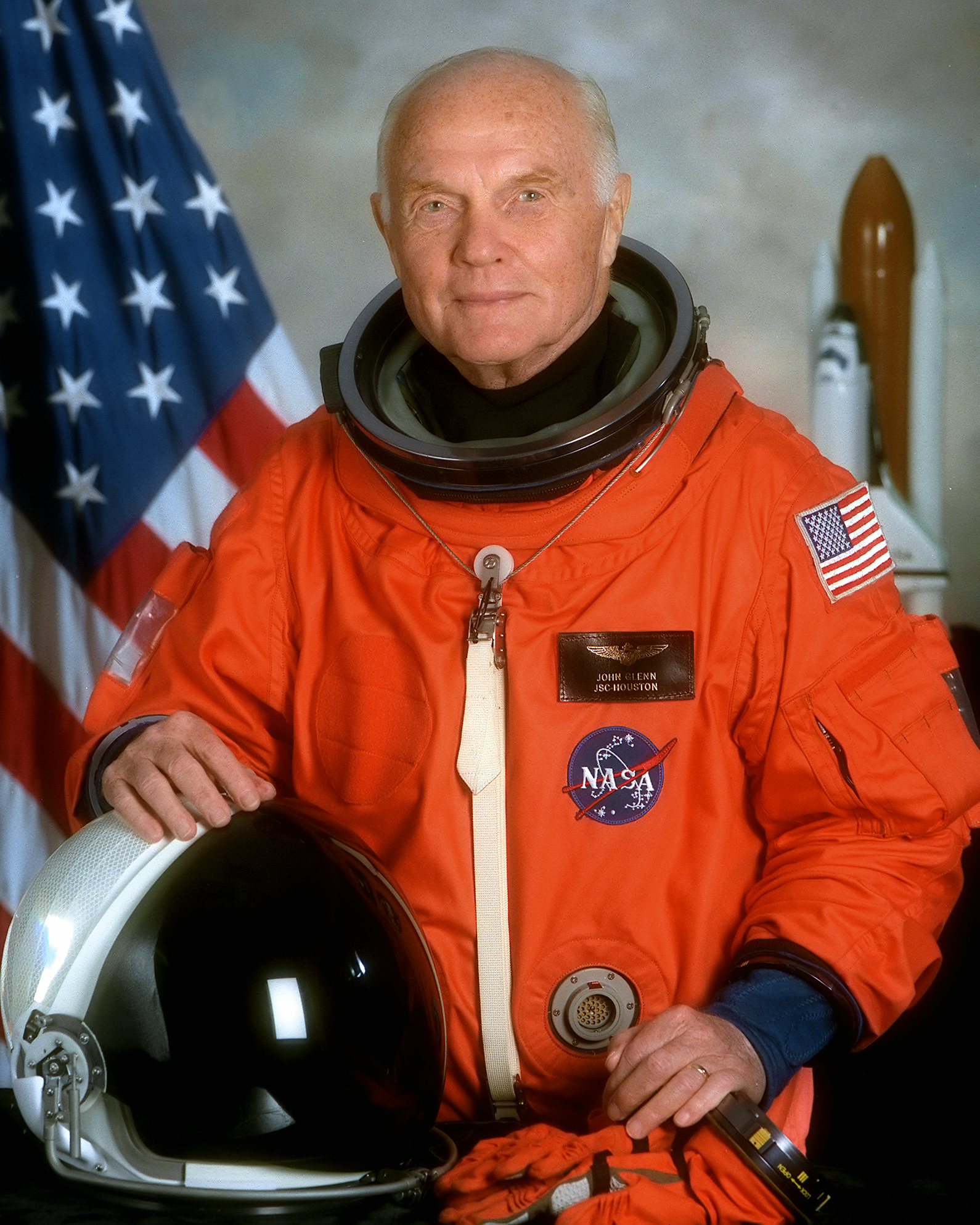
John Glen

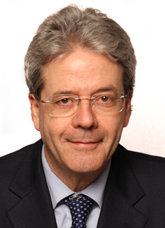
Paolo Gentiloni

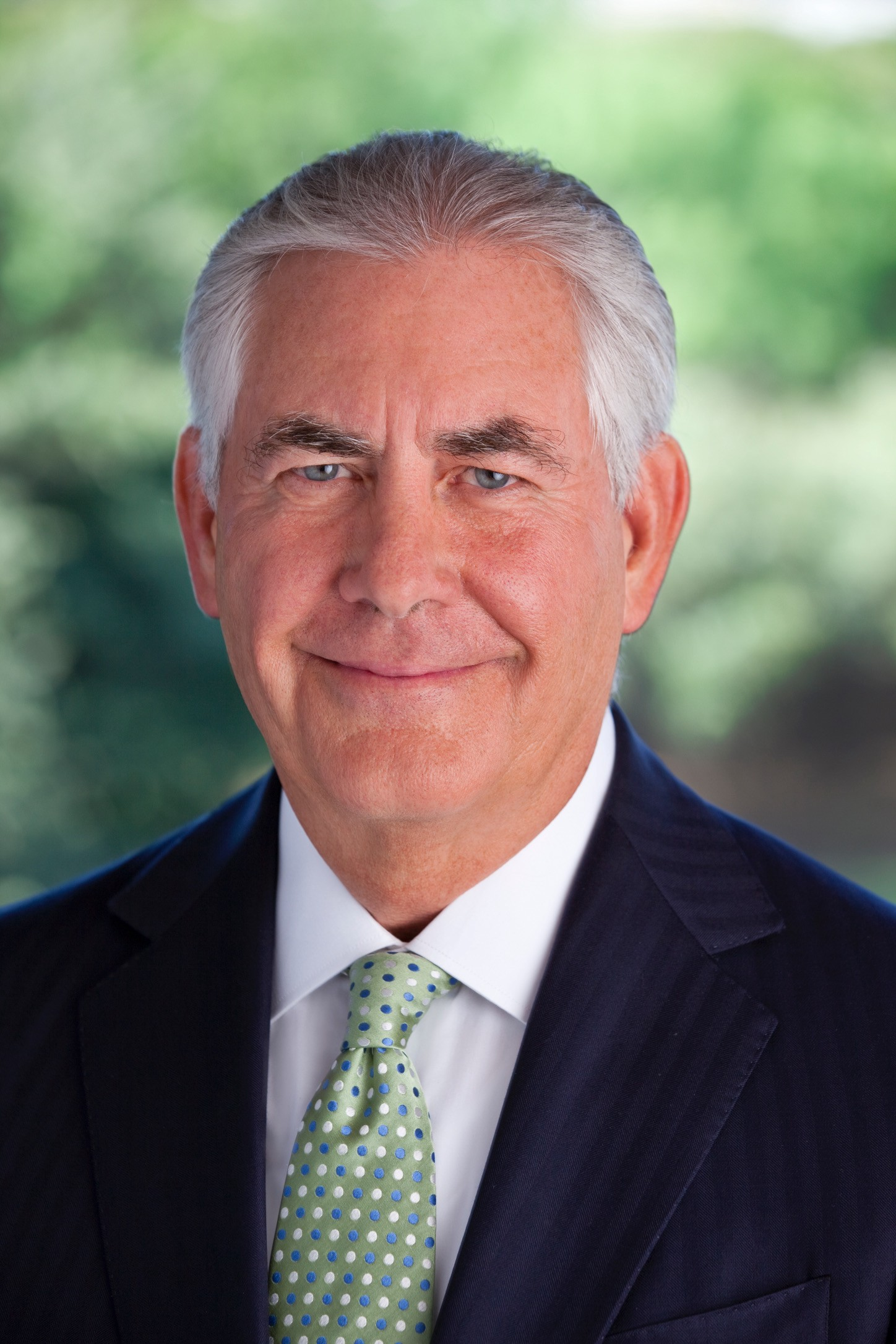
Rex Tillerson

System Galileo

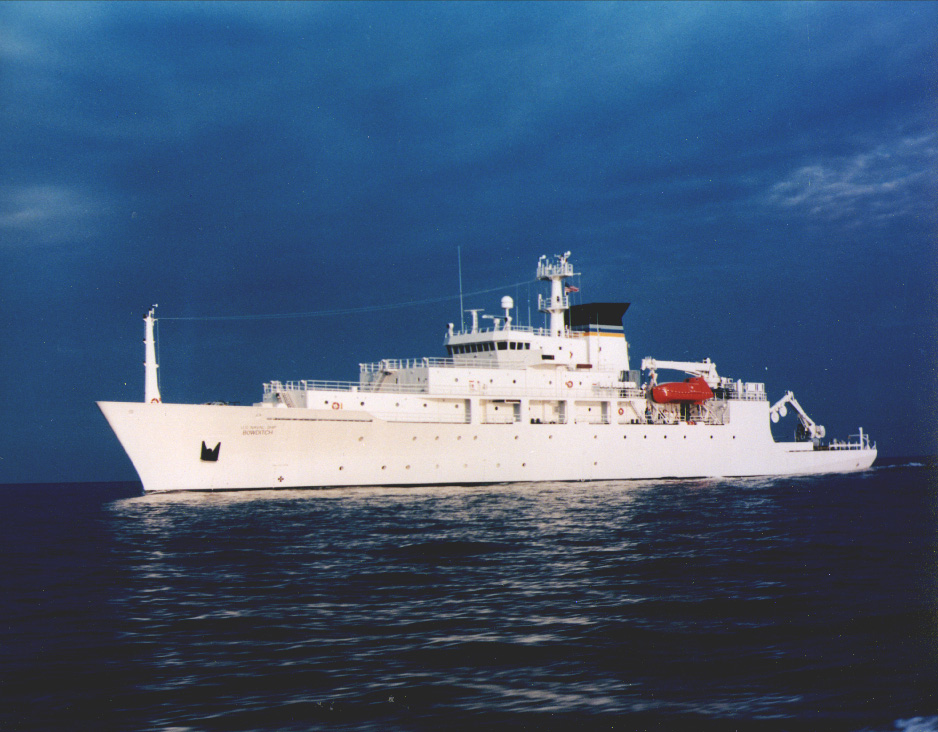
USNS Bowditch

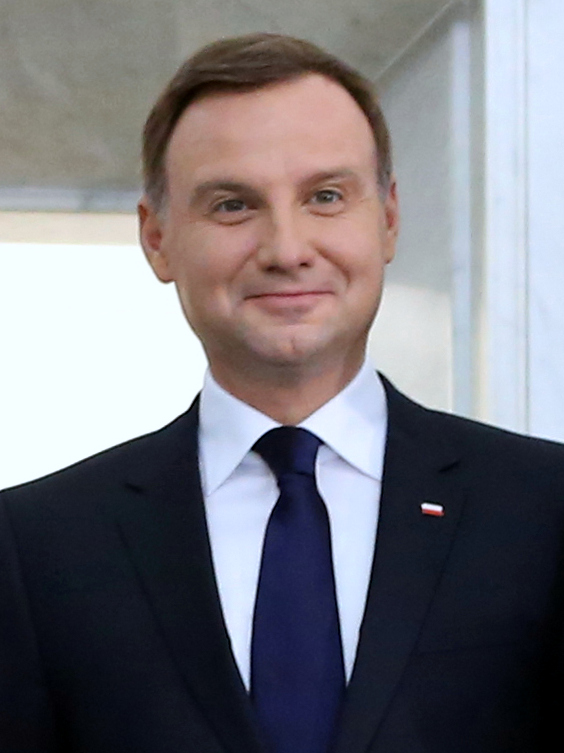
Andrzej Duda

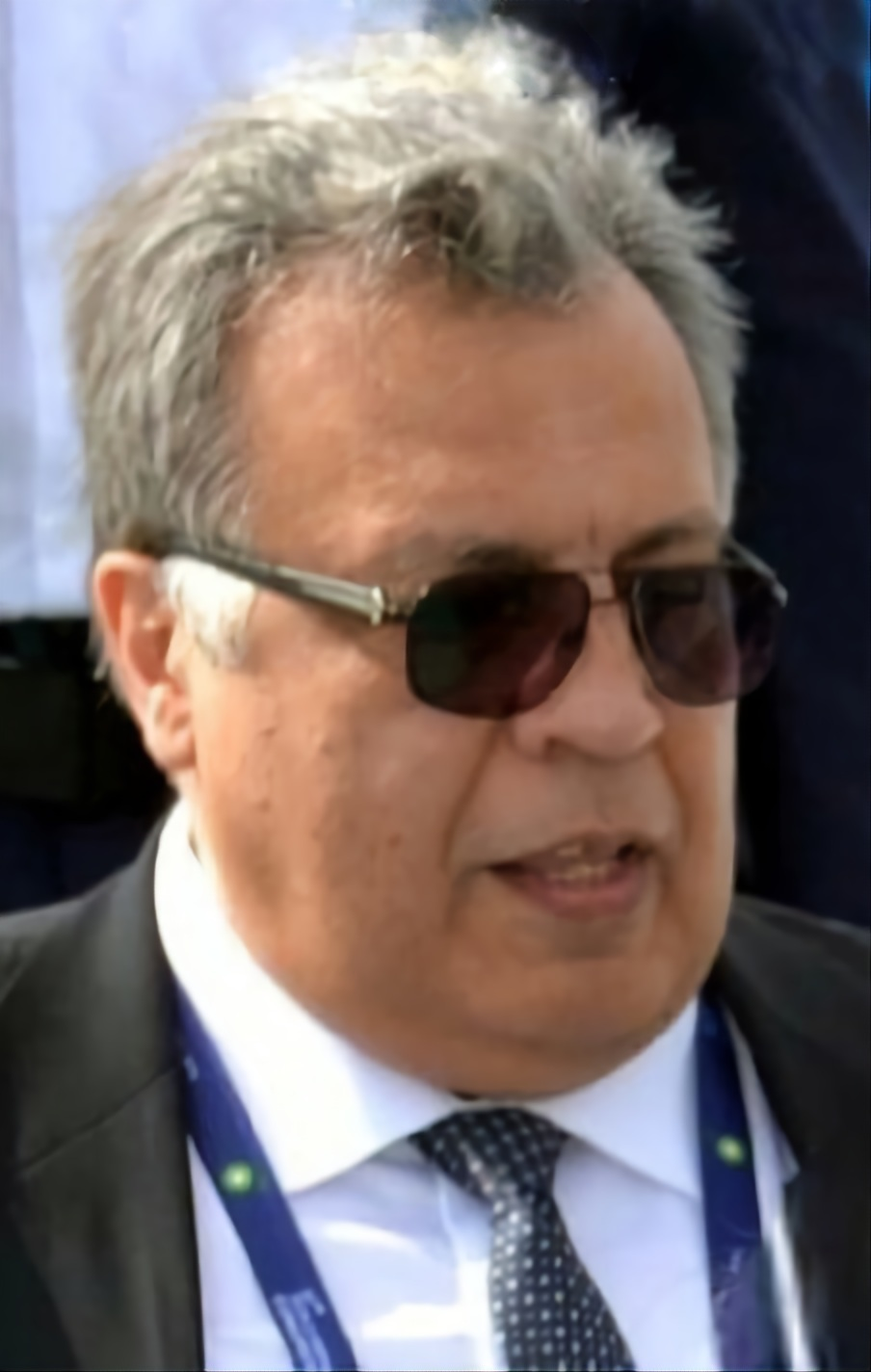
Andrej Karlov

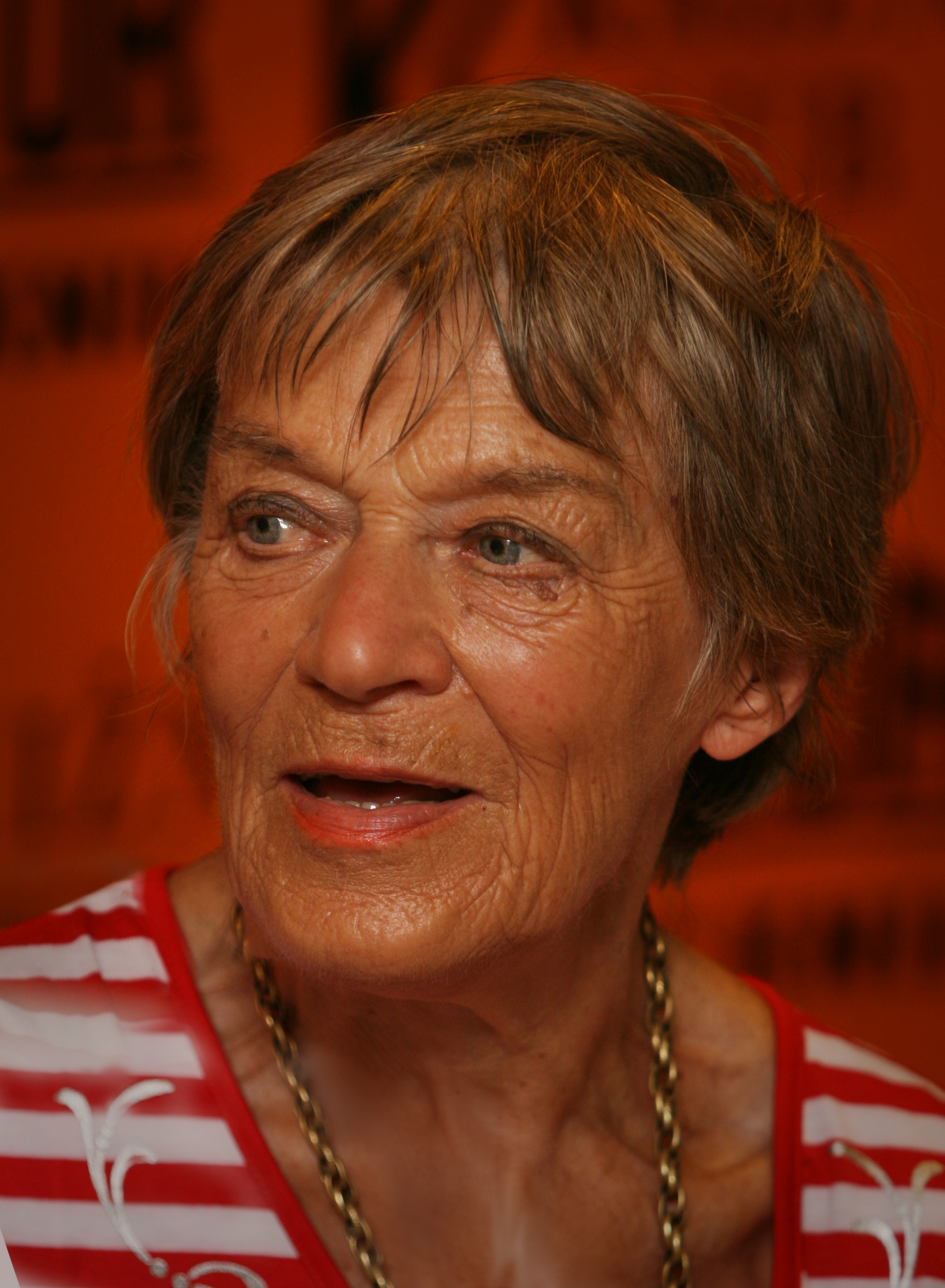
Luba Skořepová

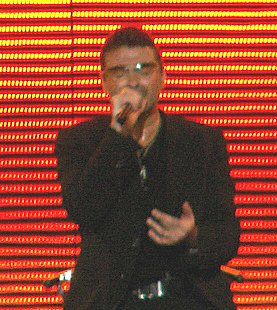
George Michael

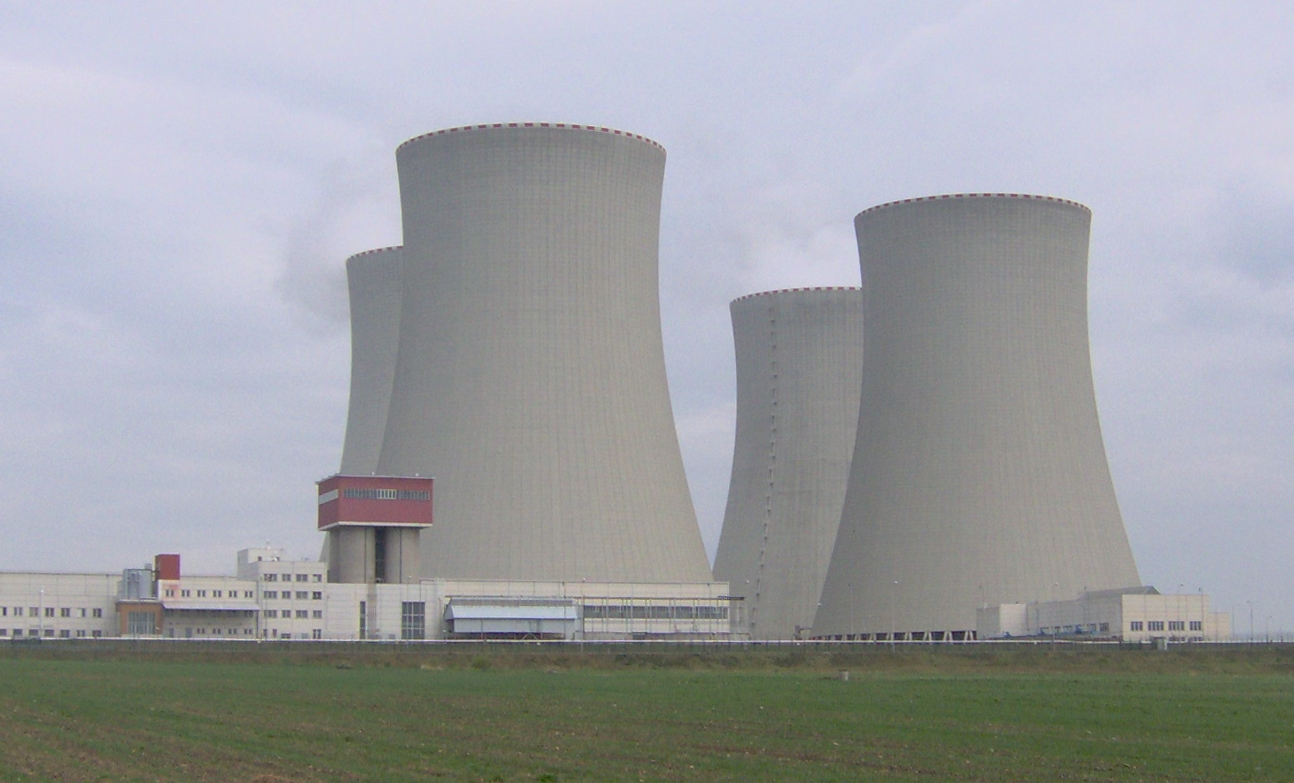
JE Temelín

1. prosince – čtvrtek
 Korunní princ Mahá Vatčirálongkón (na obrázku) byl prohlášen novým thajským králem.
 Generální tajemník OSN Pan Ki-mun se omluvil za zavlečení cholery na Haiti mírovými silami OSN v roce 2010.
 České a slovenské loutkařství bylo zapsáno na seznam děl ústního a nehmotného dědictví lidstva UNESCO.
 Mezinárodní astronomická unie přejmenovala 227 hvězd včetně nejbližší trojhvězdy Alfy Centuary, která se nově nazývá Rigil Kentaurus.
 Kolumbijští poslanci schválili mírovou dohodu s povstaleckou armádou FARC.
 Ruská bezpilotní vesmírná loď Progress, vezoucí zásoby k Mezinárodní vesmírné stanici, se zřítila na území Tuvinské autonomní republiky.
 Finanční správa České republiky zahájila provoz elektronické evidence tržeb.
2. prosince – pátek
 Jihoamerické sdružení volného obchodu Mercosur pozastavilo členství Venezuely.
 Dlouholetý gambijský prezident Yahya Jammeh přiznal volební porážku ve prospěch opozičního kandidáta Adamy Barrowa.
 Bobři pokáceli vzrostlou jabloň prakticky v centru města Cheb na ostrově v řece Ohři pod Americkým mostem.
 Stovky veteránů amerických ozbrojených sil dorazily do Severní Dakoty s cilem podpořit protesty místních Siouxů a ekologických aktivistů proti dokončení výstavby ropovodu.
3. prosince – sobota
 Zvolený americký prezident Donald Trump přijal telefonát s gratulací prezidentky Čínské republiky (Tchaj-wanu) Cchaj Jing-wen. Jde o první takový kontakt mezi oběma zeměmi po 40 letech. Čínská lidová republika telefonát ostře odsoudila.
 Na Václavském náměstí protestovaly stovky lidí proti zavedení elektronické evidence tržeb.
4. prosince – neděle
 Zemřel český kytarista Radim Hladík.
 Alexander Van der Bellen (na obrázku) zvítězil v rakouských prezidentských volbách.
5. prosince – pondělí
 Italský premiér Matteo Renzi rezignoval na svou funkci poté, co celostátní referendum zamítlo reformu ústavy.
 Novozélandský premiér John Key rezignoval na svou funkci.
 Bývalý uzbecký premiér Šavkat Mirzijojev (na obrázku) byl zvolen prezidentem země.
 Občanská válka v Libyi: Provládní síly oznámily vítězství nad Islámským státem ve městě Syrta.
 Americká armáda zrušila povolení trasy ropovodu vedoucího v těsné blízkosti vodních zdrojů využívaných místními Siouxy.
6. prosince – úterý
 Vladimír Špidla, bývalý premiér České republiky, byl vyznamenán Řádem čestné legie „za zásluhy o rozvoj česko-francouzských vztahů a podporu evropské integrace“.
7. prosince – středa
 Izraelské letectvo zaútočilo na pozice syrské armády a Hizballáhu v Damašku a poblíž libanonské hranice.
 Indonésii zasáhlo zemětřesení o síle 6,5 stupně momentové škály. Nejméně 90 lidí zemřelo a dalších 300 lidí bylo zraněno.
 Let PK-661 se 47 lidmi na palubě se zřítil jihozápadně od Abbottábádu v provincii Chajbar Paštúnchwá.
 Zvolený americký prezident Donald Trump byl vybrán osobností roku časopisu Time.
8. prosince – čtvrtek
 Ve věku 95 let zemřel John Glenn (na obrázku), první americký astronaut na oběžné dráze a dosud nejstarší člověk ve vesmíru.
 Maltský parlament schválil zákon zakazující léčení homosexuality.
9. prosince – pátek
 Jihokorejská prezidentka Pak Kun-hje byla parlamentem sesazena a její pravomoci dočasně převzal premiér.
 Vůdce opozice Nana Akufo-Addo zvítězil v prezidentských volbách v Ghaně.
10. prosince – sobota
 Střecha nedostavěného kostela v jihonigerijském městě Uyo se zřítila během bohoslužby a zabila nejméně 160 lidí. Stavbaři se před neštěstím snažili spěšně budování objektu dokončit, aby v něm mohl být vysvěcen nový biskup.
 Bojovníci Islámského státu obsadili rozsáhlá území v okolí syrské Palmýry a pokusili se město dobýt.
 Nejméně 38 lidí zabily exploze výbušnin u stadionu fotbalového klubu Beşiktaş Istanbul.
 Nejméně 50 vojáků bylo zabito při útoku na vojenská kasárna v jemenském přístavním městě Adenu.
 Ve vsi Chitrinu v Šumenské oblasti Bulharska vykolejil nákladní vlak, vybuchl a vzňal se. Při neštěstí zemřelo 7 a zraněno bylo 29 osob.
11. prosince – neděle
 Paolo Gentiloni (na obrázku), stávající italský ministr zahraničí, byl jmenován premiérem země.
 Ve Švýcarských Alpách byl plně zprovozněn Gotthardský tunel - nejdelší a nejhlubší železniční tunel na světě. Měří 57,1 kilometru a v některých místech se vine až 2,3 kilometru pod povrchem, jeho stavba byla zahájena v roce 1996.
 Nejméně 25 mrtvých si vyžádal útok na koptskou katedrálu v egyptském hlavním městě Káhiře.
 Islámský stát opětovně dobyl strategicky významné, starověké město Palmýra ve střední Sýrii.
12. prosince – pondělí
 U francouzského města Lyonu ukradli ozbrojení lupiči z dodávky bezpečnostní agentury 70 kilogramů zlata v hodnotě asi 2,5 miliónu eur (přibližně 67,5 miliónu korun).
 Čistky v Turecku: Turecké bezpečností složky v reakci na sobotní útok teroristické organizace PKK zadržely 118 členů kurdské Lidově demokratické strany.
 Bill English, stávající novozélandský ministr financí, byl jmenován premiérem země.
13. prosince – úterý
 Občanská válka v Sýrii: Bojovníci syrské opozice v Aleppu přistoupili na podmínky evakuace, čímž ukončili čtyřleté boje o kontrolu nad největším syrským městem.
 Gambijské bezpečnostní síly obsadily sídlo volební komise poté, co si Yahya Jammeh, stávající dlouholetý prezident, rozmyslel přijetí výsledku voleb.
 Zvolený prezident americký prezident Donald Trump jmenoval Rexe Tillersona, šéfa ropné společnosti ExxonMobil, novým ministrem zahraničních věcí.
 Evropská migrační krize: Italský soud odsoudil k osmnácti letům odnětí svobody tuniského kapitána za jeho podíl na převrácení migrantské lodi, při kterém v roce 2016 utonulo 900 lidí.
 Japonská společnost Asahi Breweries odkoupila šest středoevropských pivovarských značek od skupiny Anheuser-Busch InBev: plzeňský Prazdroj, polské Tyskie a Lech, slovenský Topvar, maďarský Dreher a rumunský Ursus. Prodej podléhá schválení Evropské komise, které se očekává v první polovině roku 2017.
14. prosince – středa
 Bitva o Aleppo: Íránské revoluční gardy odmítly ruskotureckou dohodu o příměří v Aleppu.
15. prosince – čtvrtek
 Bitva o Aleppo: Červený půlměsíc zahájil evakuaci tisíců civilistů a bojovníků z povstalecké enklávy v Aleppu do Idlibského guvernorátu a Turecka. Jde o největší deportaci nepřátelské populace od začátku občanské války v roce 2011.
 Evropský systém satelitní navigace Galileo oficiálně zahájil provoz.
 Hackeři získali data pocházející z 1 000 000 000 uživatelských účtů společnosti Yahoo!
16. prosince – pátek
 námořnictvo ČLOA zajalo v Jihočínském moři průzkumného podmořského robota americké námořnictvo lodi USNS Bowditch.
 Ve věku 101 let zemřel generál Imrich Gablech, veterán Československých perutí v RAF.
17. prosince – sobota
 Ve věku 96 let zemřel doktor Henry Heimlich, vynálezce Heimlichova chvatu využívaného při první pomoci.
 V Českém středohoří byl slavnostně otevřen závěrečný úsek dálnice D8 vedoucí z Prahy do Drážďan.
 Nejméně 17 příslušníků turecké armády bylo zabito při bombovém útoku na autobus ve městě Kayseri.
 Zemětřesení o síle 7,9 stupňů Mw zasáhlo průliv mezi ostrovy Nové Irsko a Bougainville. Nebyly hlášeny žádné oběti ani vlny tsunami.
18. prosince – neděle
 Polský prezident Andrzej Duda zahájil přímé vyjednávání s opozicí protestující proti politice vlády premiérky Beaty Szydłové.
 Občanská válka v Sýrii: Opoziční bojovníci spálili část evakuačních autobusů směřujících do ší'itských vesnic Fúa a Kafrája, čímž pozdrželi evakuaci Aleppského kotle.
 Nejméně 10 lidí bylo zabito při útoku v jordánském městě Kerak. Bezpečnostní síly osvobodily několik zahraničních turistů.
 Islámský stát se přihlásil k útoku na vojenskou základnu v jemenském přístavu Aden, který usmrtil 49 vojáků.
 Gabriela Soukalová zvítězila ve 3. podniku Světového poháru v biatlonu konaném v Novém Městě na Moravě.
19. prosince – pondělí
 Válka na východní Ukrajině: V prostoru Debalceva propukly silné boje, za vzájemného obviňování ukrajinské armády a povstaleckých sil se z pokusu prorazit frontové linie.
 V sibiřském Irkutsku se otrávilo metanolem 57 lidí, 50 z nich od soboty zemřelo. Všichni popíjeli přípravek Bojaryšnik určený do koupele. Ve čtvrtek 22.12. se počet ohlášených úmrtí zvýšil na 72 obětí otravy methanolem. 
 V Ankaře byl při vernisáži výstavy útočníkem zastřelen Andrej Karlov, velvyslanec Ruska v Turecku.
 Při berlínských vánočních trzích najel kamion do davu lidí, zemřelo nejméně 12 osob a kolem 50 bylo zraněno.
 Korunu Miss World 2016 dostala portorická kráska Stephanie Del Valle.
20. prosince – úterý
 V tureckém Istanbulu byl slavnostně otevřen silniční Euroasijský tunel, který spojuje evropský a asijský kontinent. Dvoupatrový tunel pod Bosporským průlivem je dlouhý 14,5 km, jeho výstavba trvala necelých 5 let a náklady dosáhly výše 1,2 miliardy dolarů.
 Česká tenistka Petra Kvitová byla napadena ve svém bytě v Prostějově. Utrpěla zranění na levé ruce, kterou používá při hře.
21. prosince – středa
 Syrská povstalecká organizace Džaíš al-Fatah se přihlásila k vraždě Andreje Karlova, ruského velvyslance v Turecku.
 Nejméně 36 mrtvých a 70 zraněných si vyžádal výbuch zábavní pyrotechniky na tržnici na předměstí Ciudad de México.
22. prosince – čtvrtek
 Bitva o Aleppo: Syrské ozbrojené síly obsadily všechny čtvrti v Aleppu, poté co byli povstalečtí bojovníci evakuováni do Idlibu.
 Nejméně 14 tureckých vojáků bylo zabito, poté co Islámský stát odrazil ofenzivu Svobodné syrské armády ve městě Al-Báb v severní části guvernorátu Aleppo.
 Výzkumníci v CERNu změřili spektrální čáru antivodíku, nejjednoduššího prvku antihmoty, která je, jak předpovídá Standardní model, identická jako u vodíku.
23. prosince – pátek
 Český hokejista Jaromír Jágr dosáhl 1888. bod v hokejové lize NHL a dostal se tak na historicky druhé nejlepší místo kanadského bodování v americké hokejové lize.
 Ve věku 93 let zemřela Luba Skořepová (na obrázku), česká herečka, spisovatelka, autorka divadelní hry a dlouholetá členka činohry Národního divadla v Praze.
 Německá společnost Deutsche Bank po dohodě s americkým ministerstvem spravedlnosti zaplatí 7,2 miliardy dolarů za svůj podíl na rozpoutání americké hypoteční krize v roce 2007.
 Anis Amri, podezřelý ze spáchání pondělního útoku na vánočních trzích v Berlíně byl policií zastřelen poblíž Milána.
 Na Maltě přistálo unesené letadlo libyjských aerolinií Afriqiyah Airways se 118 lidmi na palubě. Po několika hodinách propustili únosci všechny cestující a vládu Malty požádali o azyl.
24. prosince – sobota
 Nigerijská armáda dobyla poslední tábor povstalecké organizace Boko Haram v pralese Sambisa.
 Ve věku 66 let zemřela srbská letuška Vesna Vulovičová, jediná přeživší výbuchu letu JAT 367 v roce 1972.
25. prosince – neděle
 Ve věku 53 let zemřel George Michael (na obrázku), britský zpěvák, skladatel a producent.
 Po startu v Soči se do Černého moře zřítilo ruské letadlo Tu-154 s 91 lidmi na palubě, včetně členů pěveckého souboru Alexandrovci a devíti novinářů. Letadlo letělo do Sýrie.
26. prosince – pondělí
 Tajfun Nock-Ten si na Filipínách vyžádal 6 lidských životů a dalších 8 lidí je nezvěstných. Nejsilnější nápor se vyhnul hlavnímu městu Manile, nejvíce postiženou oblastí je ostrov Catanduanes.
27. prosince – úterý
 Počet obětí otrav metanolem v sibiřském Irkutsku vzrostl na 77.
 Bývala argentinská prezidentka Cristina Fernández de Kirchner byla obviněna z praní špinavých peněz a korupce při zadávání veřejných zakázek.
 Ve věku 89 let zemřela francouzská herečka Claude Gensacová.
 Ve věku 60 let zemřela americká herečka Carrie Fisherová, známa jako představitelka princezny Lei Organy z filmové série Star Wars.
28. prosince – středa
 Skupina 30 bojovníků Boko Haram se u města Diffa vzdala nigerským úřadům.
 Španělsko přijalo skupinu 198 uprchlíků z internačních táboru v Řecku. Do konce roku 2017 se země zavázala přijmout 17 000 přesídlenců.
 Dopingový skandál ruské atletiky: Rusko poprvé přiznalo, že v zemi existoval státem řízený dopingový program. V rozhovoru pro deník The New York Times to uvedla ředitelka národní antidopingové agentury RUSADA Anna Anceliovičová.
 Jaderná elektrárna Temelín začala po odstávce pracovat opět na plný výkon a její výroba nyní kryje pětinu spotřeby elektřiny v České republice.
29. prosince – čtvrtek
 Počet obětí otrav metylalkoholem v Irkutsku se snížil ze 77 na 74; bylo zjištěno, že tři zemřelí podlehli etylalkoholu.
 Spojené státy americké vypověděly 35 ruských diplomatů kvůli kybernetickým útokům a ovlivňování prezidentských voleb.
30. prosince – sobota
 Ruské letectvo bombardovalo pozice Islámského státu u města Al-Báb s cílem podpořit tureckou ofenzivu v severní části guvernorátu Aleppo.
31. prosince – sobota
 Rada bezpečnosti OSN jednomyslně podpořila rusko-tureckou dohodu o příměří v západní Sýrii.